# Thomas Irmer (Historiker)
Thomas Irmer (* 1.2.1964 in Düsseldorf) ist ein deutscher Politologe und Zeithistoriker
1. ↑  Post boream serenitas clarebit. Abgerufen am 14. August 2025 (deutsch).